# Bistum Pueblo
Das  Bistum Pueblo (lateinisch Dioecesis Pueblensis) ist eine Diözese der römisch-katholischen Kirche in den USA.
Es wurde am 15. November 1941 aus dem Gebiet des Erzbistums Denver begründet. Am 10. November 1983 wurde aus Gebieten des Erzbistums Denver und des Bistums Pueblo das Bistum Colorado Springs begründet.

## Bischöfe
- Joseph Clement Willging, 1941–1959
- Charles Albert Buswell, 1959–1979
- Arthur Nicholas Tafoya, 1980–2009
- Fernando Isern, 2009–2013
- Stephen Berg, seit 2014